# 천안역
천안역(天安驛, Cheonan station)은 충청남도 천안시 동남구 대흥동과 서북구 와촌동에 걸쳐 있는 경부선과 장항선의 철도역이다. 동부역사는 경부선, 호남선, 전라선 열차가, 서부역사는 장항선 열차가 운행된다. 장항선은 이 역부터 익산역까지 모두 지상 구간이다. 수도권 전철 1호선은 심야에 5편성이 주박한다.

## 역사
- 1905년 1월 1일 : 영업 개시
- 1922년 6월 1일: 천안 ~ 온양온천 간 사설철도(현재의 장항선)를 조선경남철도에서 개업함
- 1958년 12월 28일 : 역사 준공
- 1971년 9월 10일 : 무연탄 도착화물 취급역 지정[3]
- 1978년 5월 10일 : 무연탄 도착화물 취급역 지정취소[4]
- 1986년 11월 15일 : 역사 증개축
- 1989년 1월 1일 : 안성선 폐선(천안~안성)
- 1998년 12월 1일 : 장항선 (천안~장항) 경부선 (천안~대전간) 비둘기호 폐지 및 통일호로 승격 운행 개시
- 2000년 1월 1일 : 천안지역관리역으로 승격.
- 2001년 6월 1일 : 장항선에 한정된 통일호 열차에 한해 특정통일호 에드몬슨 승차권 발매 중단 및 장항선 전 통일호 열차 전산화.
- 2003년 10월 24일 : 현 임시역사 신축
- 2004년 4월 1일 : 통일호 전구간 폐지
- 2005년 1월 20일 : 수도권 전철 1호선 (병점~천안 간) 연장 개통
- 2006년 5월 1일 : 소화물 취급 중지
- 2006년 7월 1일 : 조직개편으로 충남지사 관할역이 됨.
- 2007년 11월 1일 : 화물 취급 중지[5]
- 2008년 12월 15일 : 장항선 수도권 전철 1호선 천안~신창간 연장 개통과 함께 중간역이 됨
- 2009년 6월 1일 : (서울~신창 간) 누리로 운행 개시
- 2010년 1월 21일: 당정역 개업으로 1호선 역번호가 P168번에서 P169번으로 변경
- 2013년 5월 15일 : 중부내륙순환열차 운행 개시
- 2014년 5월 12일 ITX-새마을 운행 개시
- 2014년 6월 1일 : 남도해양열차 운행 개시
- 2014년 8월 18일 : 중부내륙순환열차 운행 중단
- 2015년 4월 2일 : 모든 새마을호 정차
- 2015년 6월 1일 : 중부내륙순환열차 운행 재개
- 2016년 12월 9일 : 수서고속철도 개통에 따른 열차 시간표 개정으로(서울~신창 간) 누리로 운행 중지와 함께 이 역까지만 운행하는 일부 급행열차가 신창역까지 연장 운행
- 2017년 2월 28일 누리로 운행재개(서울~신창)
- 2017년 5월 1일 : (용산-대전 간) ITX-청춘 운행 개시
- 2018년 3월 23일 : 경부선 ITX-청춘 운행 중지
- 2019년 12월 30일 : 열차 시간표 개정으로 서울~신창간 누리로 다시 운행 잠정중지와 함께 신창 급행 증편 운행
- 2020년 1월 13일 : 누리로 재운행 개시(서울~신창)
- 2020년 2월 3일 : 중부내륙순환열차 운행 중지
- 2020년 3월 2일 : 호남선, 충북선 누리로 운행 중지
- 2020년 5월 23일 : 누리로 운행중지(서울~신창)
- 2023년 9월 1일 : ITX-마음 운행 개시

## 개요
서해금빛열차와 KTX를 제외한 모든 새마을호, 무궁화호, ITX-새마을, 누리로, 남도해양열차, 수도권 전철 1호선이 정차하며, 전철의 경우 일부 열차는 이 역에서 시·종착한다. 동부 역사(경부선)와 서부 역사(장항선)로 역사가 나뉘어 있으며, 동부 역사에서는 경부선·호남선·전라선 일반 열차를, 서부 역사에서는 장항선 일반열차와 수도권 전철 1호선을 탑승할 수 있다. 2006년 7월 한국철도공사 지사제 발족 당시 충남지사의 지사 소재역으로 지정되었다. 2009년 9월 업무 효율과 핵심 사업 실행, 현장 중심의 경영 체제 확립을 위한 조직 개편으로 각 지사가 지역 본부로 축소되면서, 충남지사와 대전지사가 합병되어 대전충남본부가 되면서, 대전지사가 소재한 대전역이 지정되면서 지역 본부 대표역의 역할을 위임하였다. 2013년 5월 15일부터 수원역을 출발하는 중부내륙순환열차가 운행을 개시하여 이 역에 정차하였으나 2014년 7월 22일 발생한 태백선 열차 충돌 사고로 같은 해 8월 18일부터 운행이 중단되었다가, 정선아리랑열차 노선 중복 문제로 2015년 6월 2일부터 이 역에 다시 정차하였으나 2020년 2월 3일 운행이 재중지되었다.

## 역 구조
4면 8선의 4섬식 승강장을 갖춘 지상역이다. 전체적인 구조와 기능은 경부선 열차를 취급하는 동부와 장항선, 수도권 전철 1호선 열차를 취급하는 서부로 분리되어 있으며, 통로를 통해 서로를 연결해주고 있는 것이 특징이다. 또한 장항선의 운임 구역과 수도권 전철 1호선의 운임 구역이 중첩되어 있다. 1호선 개통 당시에는 1호선의 운임 구역이 분리(5·8번 승강장)되어 있었으나, 한 쪽 승강장으로만 열차가 진입하여 생기는 회차 문제로 인하여 양쪽 승강장 어느 쪽으로도 열차가 도착하여 회차할 수 있도록 하기 위하여 운임구역을 합쳤다. 이 과정에서 중간에 있는 6·7번 승강장과 운임구역이 중첩되었다. 역 서쪽에는 천안기관차승무사업소가 있다. 2016년 12월 9일 일부 급행열차가 신창역까지 연장되었다. 5·8번 승강장에 스크린도어 공사가 진행하다가 천안역사 신축이 추진되면서 현재는 중단되었다. 출입구는 2개다. 1번 출입구는 대흥동에 있고, 2번 출입구는 와촌동에 있다.

### 배선도
천안역과 두정역의 배선도는 다음과 같다. 두정역에서 천안직결선을 통해 장항선 열차가 합류 및 분기한다.

### 승강장
| ↑두정(1호선)/↑성환(경부선) | ↑성환(경부선)      |
| \| ８７ \| ６５ \|         | \| ４３ \| ２１ \| |
| 봉명(1호선)↓/아산(장항선)↓ | 전의(경부선)↓      |

| 동부 (경부선, 호남선, 전라선) | 1 | 경부선              | 하행 대피선                  |                                                |
| 동부 (경부선, 호남선, 전라선) | 2 | 경부선              | ITX-새마을 ITX-마음 무궁화호 | 부산 · 진주 · 신해운대 · 제천 방면             |
| 동부 (경부선, 호남선, 전라선) | 2 | 호남선·전라선       | ITX-새마을 ITX-마음 무궁화호 | 목포 · 광주 · 순천 · 여수엑스포 방면           |
| 동부 (경부선, 호남선, 전라선) | 3 | 경부선              | 상행 대피선                  |                                                |
| 동부 (경부선, 호남선, 전라선) | 4 | 경부선              | ITX-새마을 ITX-마음 무궁화호 | 평택 · 수원 · 안양 · 영등포 · 용산 · 서울 방면 |
| 서부 (장항선)                 | 5 | ● 수도권 전철 1호선 | 급행열차 · 일반열차          | 봉명 · 아산 · 배방 · 온양온천 · 신창 방면      |
| 서부 (장항선)                 | 6 | 장항선              | ITX-마음 새마을호 무궁화호   | 홍성 · 대천 · 장항 · 군산 · 익산 방면          |
| 서부 (장항선)                 | 7 | 장항선              | ITX-마음 새마을호 무궁화호   | 평택 · 수원 · 안양 · 영등포 · 용산 방면        |
| 서부 (장항선)                 | 8 | ● 수도권 전철 1호선 | 급행열차 · 일반열차          | 두정 · 수원 · 구로 · 광운대 방면               |

## 역 주변
- 동남구청
- 중앙도서관
- 천안제일고등학교
- 천안중앙초등학교
- 천안남산초등학교
- 천안초등학교
- 복자여자중학교
- 복자여자고등학교
- 천안북중학교
- 천안고등학교
- 계광중학교
- 천안축구센터
- 천안종합버스터미널(신세계백화점 천안아산점)
- CGV 천안

## 사진

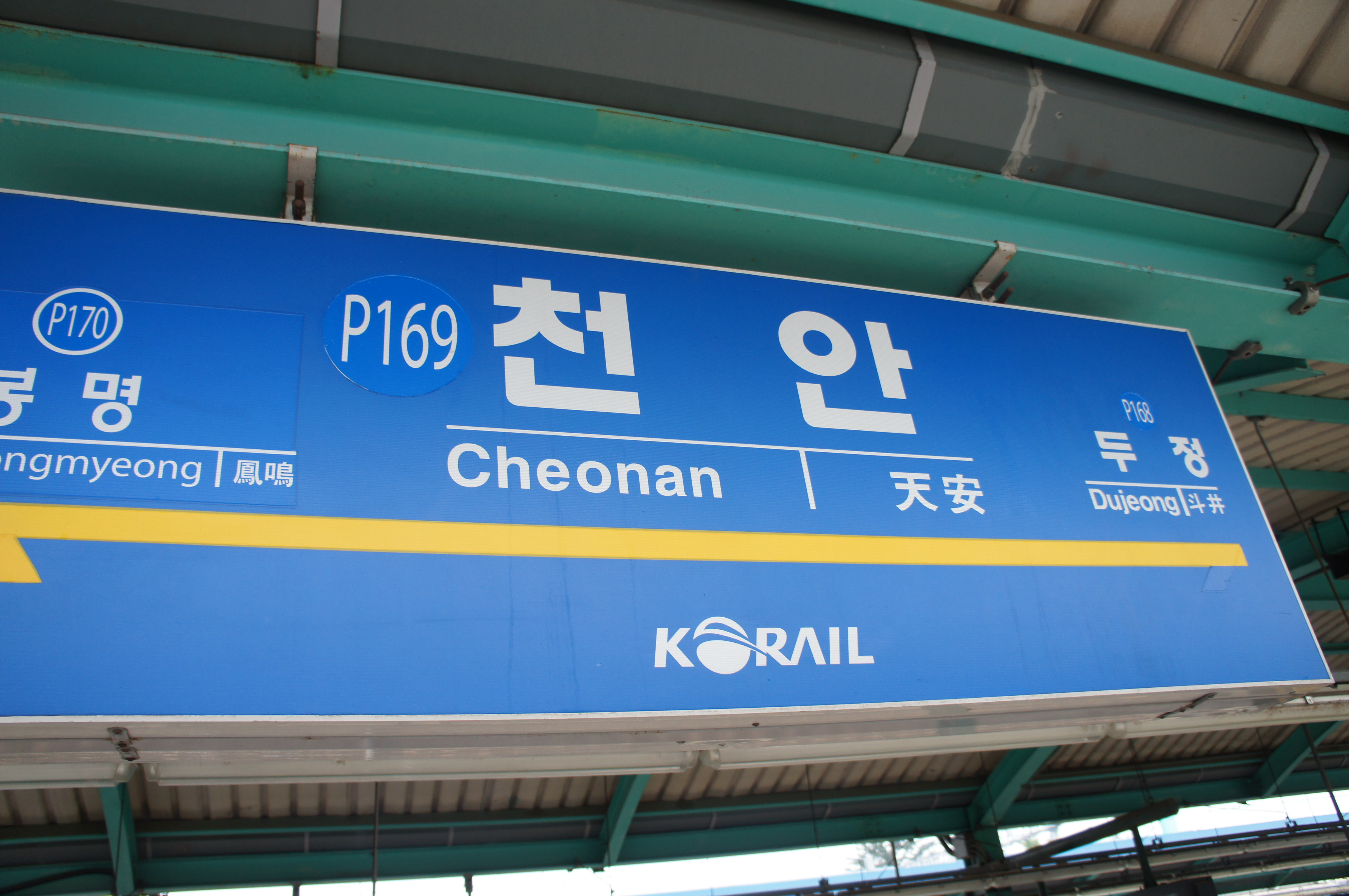
1호선 역명판(신창 방향)
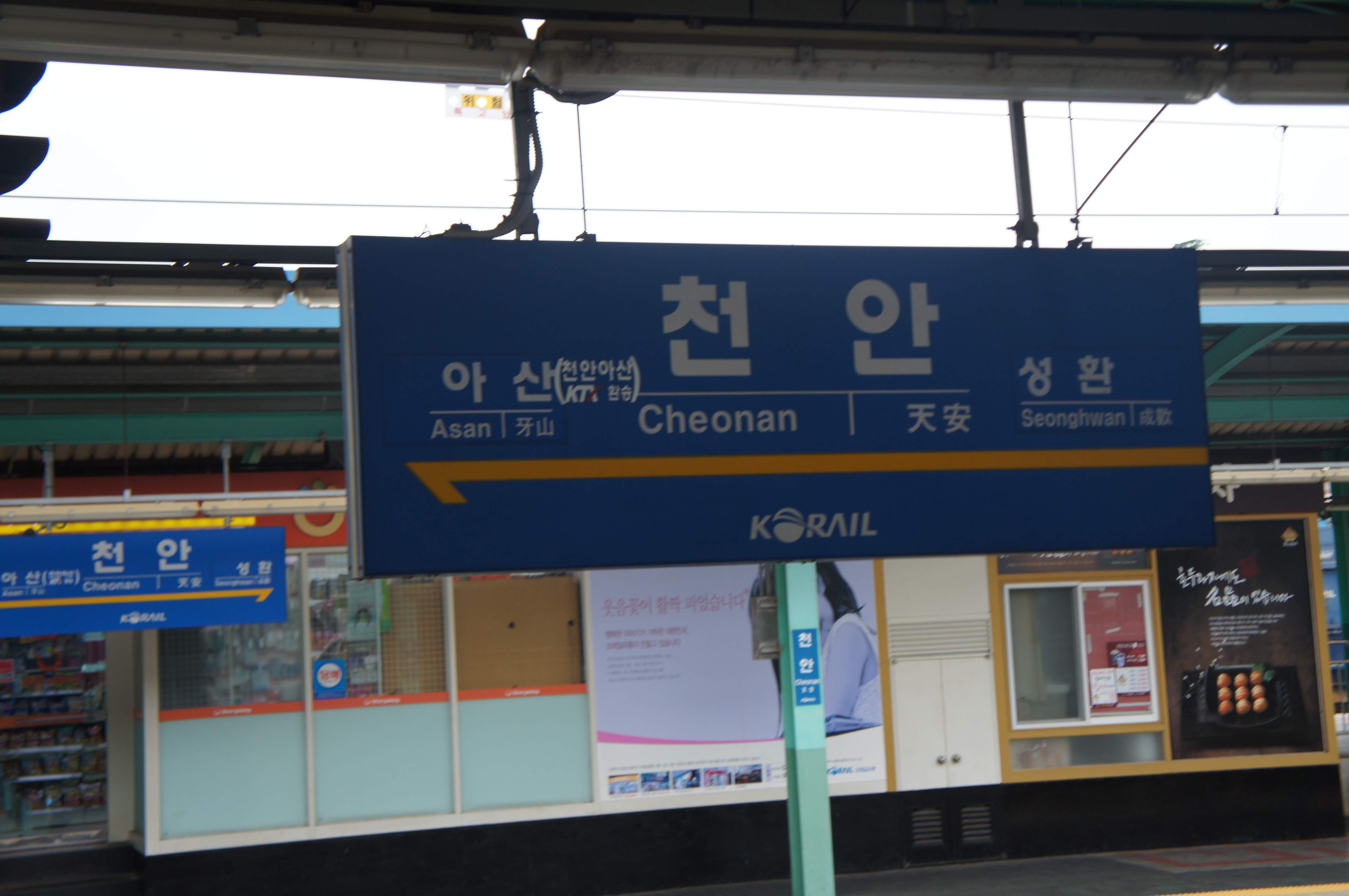
장항선 역명판(익산 방향)
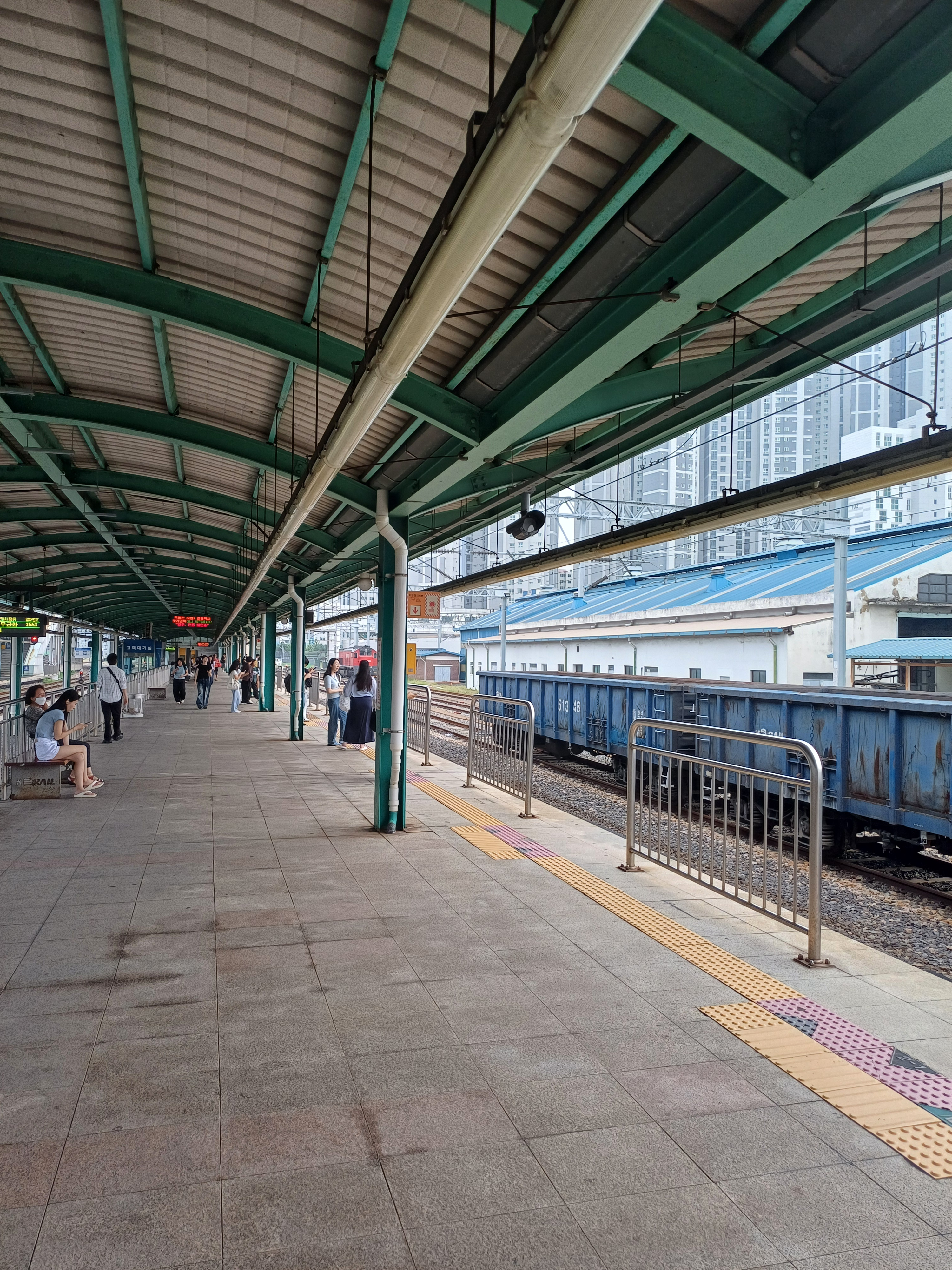
8번 승강장(광운대 방향)
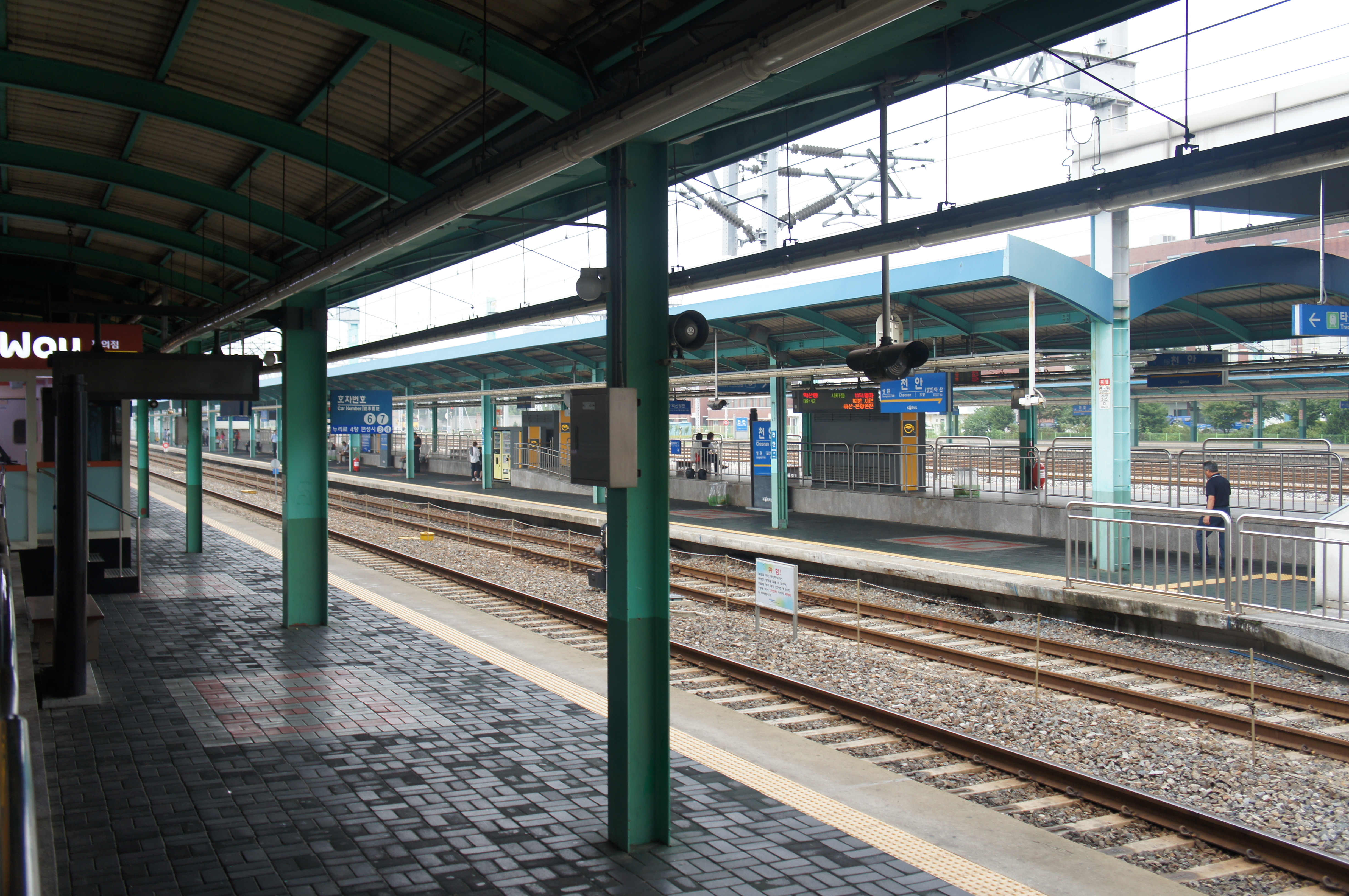
7번 승강장(용산 방향)
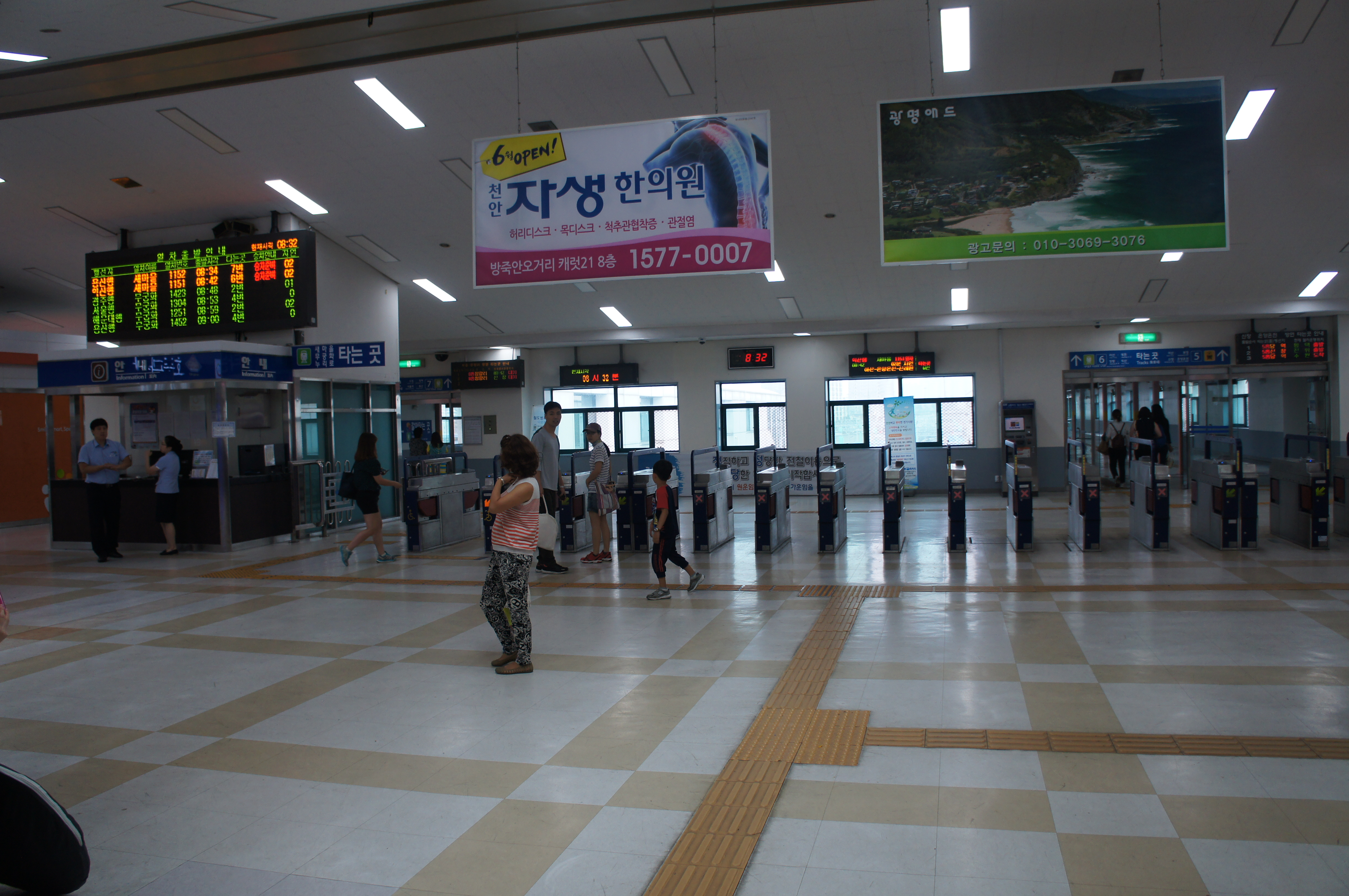
장항선 대합실
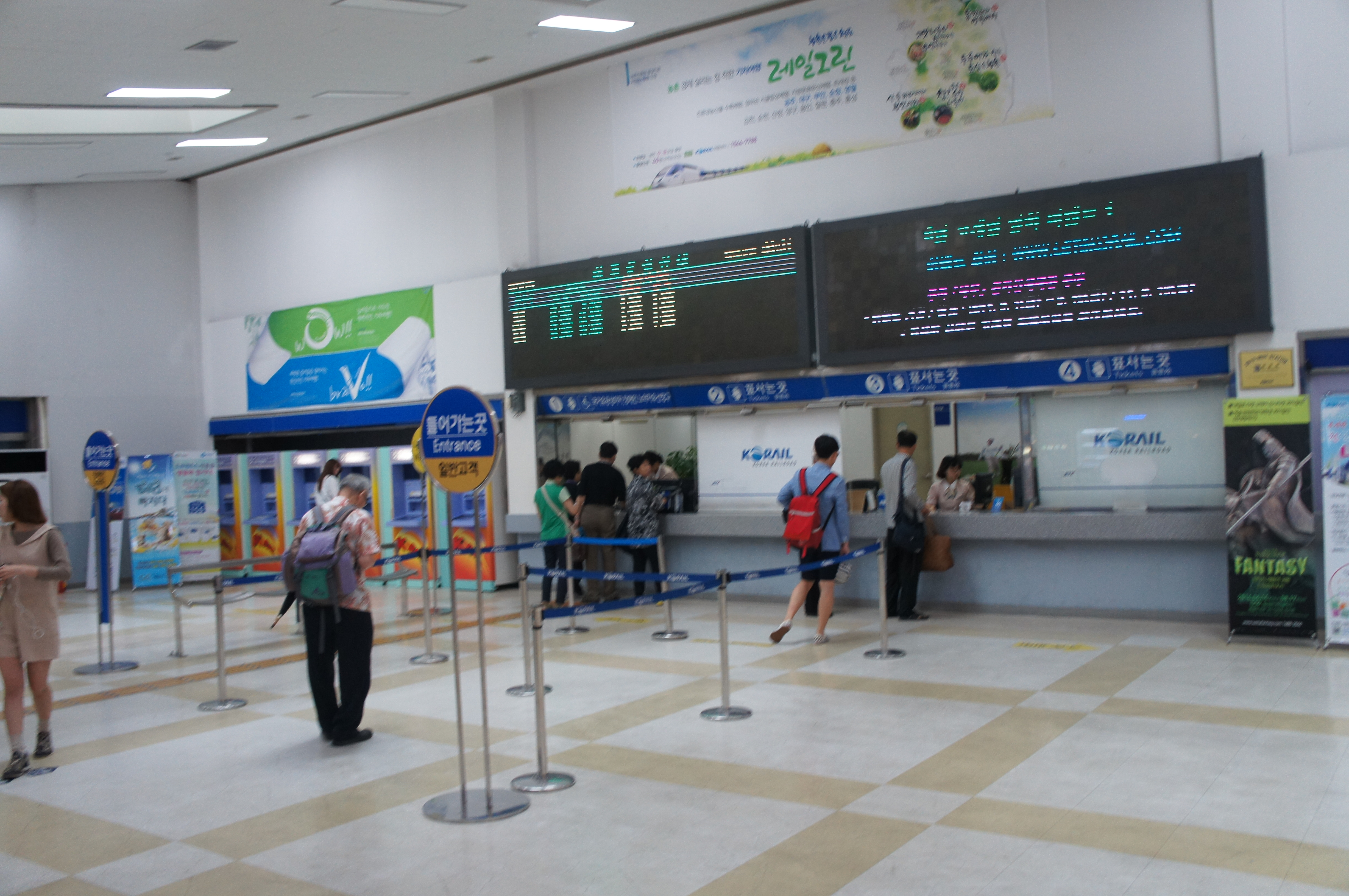
경부선 대합실

## 승차량 변동

### 수도권 전철
| 노선   | 승차 인원 | 승차 인원 | 승차 인원 | 승차 인원 | 승차 인원 | 승차 인원 | 승차 인원 | 승차 인원 | 승차 인원 | 승차 인원 | 승차 인원 | 승차 인원 | 승차 인원 | 승차 인원 | 승차 인원 | 주 석 |
| 노선   | 2005년    | 2006년    | 2007년    | 2008년    | 2009년    | 2010년    | 2011년    | 2012년    | 2013년    | 2014년    | 2015년    | 2016년    | 2017년    | 2018년    | 2019년    | 주 석 |
| ------ | --------- | --------- | --------- | --------- | --------- | --------- | --------- | --------- | --------- | --------- | --------- | --------- | --------- | --------- | --------- | ----- |
| 장항선 | 11209     | 11231     | 11811     | 12161     | 10429     | 10164     | 10272     | 9813      | 9994      | 11311     | 9664      | 9127      | 8466      | 7918      |           | [ 8 ] |

### 일반열차
| 연도와 승·하차 방향 | 연도와 승·하차 방향 | 연도와 승·하차 방향 | 이용 인원(명) | 이용 인원(명) | 이용 인원(명) | 이용 인원(명) | 이용 인원(명) | 이용 인원(명) | 이용 인원(명) |
| 연도와 승·하차 방향 | 연도와 승·하차 방향 | 연도와 승·하차 방향 | 경부선        | 경부선        | 경부선        | 경부선        | 경부선        | 경부선        | 장항선        |
| 연도와 승·하차 방향 | 연도와 승·하차 방향 | 연도와 승·하차 방향 | 새마을        | 무궁화        | 통일          | 누리로        | 청춘          | 총계          | 총계          |
| ------------------- | ------------------- | ------------------- | ------------- | ------------- | ------------- | ------------- | ------------- | ------------- | ------------- |
| 2001년              | 하행                | 승차                | 113658        | 1099925       | 15873         | 미개통        | 미개통        | 1229456       | 402198        |
| 2001년              | 하행                | 하차                | 77497         | 2041059       | 30711         | 미개통        | 미개통        | 2149267       | 경부선합산    |
| 2001년              | 상행                | 승차                | 128993        | 1936331       | 28680         | 미개통        | 미개통        | 2094004       | 경부선합산    |
| 2001년              | 상행                | 하차                | 143417        | 1047456       | 23845         | 미개통        | 미개통        | 1214718       | 342880        |
| 2002년              | 하행                | 승차                | 113382        | 1022725       | 15207         | 미개통        | 미개통        | 1151314       | 370871        |
| 2002년              | 하행                | 하차                | 77367         | 2046440       | 42674         | 미개통        | 미개통        | 2166481       | 경부선합산    |
| 2002년              | 상행                | 승차                | 130069        | 1978195       | 27649         | 미개통        | 미개통        | 2135913       | 경부선합산    |
| 2002년              | 상행                | 하차                | 148821        | 983225        | 4778          | 미개통        | 미개통        | 1136824       | 330512        |
| 2003년              | 하행                | 승차                | 117045        | 1026876       | 16856         | 미개통        | 미개통        | 1160777       | 349758        |
| 2003년              | 하행                | 하차                | 76990         | 2091202       | 34622         | 미개통        | 미개통        | 2202814       | 경부선합산    |
| 2003년              | 상행                | 승차                | 125457        | 2059092       | 25394         | 미개통        | 미개통        | 2209943       | 경부선합산    |
| 2003년              | 상행                | 하차                | 157491        | 984603        | 22587         | 미개통        | 미개통        | 1164681       | 320472        |
| 2004년              | 하행                | 승차                | 174581        | 1012835       | 4149          | 미개통        | 미개통        | 1191565       | 392027        |
| 2004년              | 하행                | 하차                | 215002        | 2400613       | 9081          | 미개통        | 미개통        | 2624696       | 경부선합산    |
| 2004년              | 상행                | 승차                | 287628        | 2343771       | 6510          | 미개통        | 미개통        | 2637909       | 경부선합산    |
| 2004년              | 상행                | 하차                | 198162        | 981818        | 6394          | 미개통        | 미개통        | 1186374       | 373559        |
| 2005년              | 하행                | 승차                | 192248        | 1263657       | 폐지          | 미개통        | 미개통        | 1455905       | 528879        |
| 2005년              | 하행                | 하차                | 198196        | 1209019       | 폐지          | 미개통        | 미개통        | 1407215       | 경부선합산    |
| 2005년              | 상행                | 승차                | 229843        | 1131516       | 폐지          | 미개통        | 미개통        | 1361359       | 경부선합산    |
| 2005년              | 상행                | 하차                | 202005        | 1248983       | 폐지          | 미개통        | 미개통        | 1450988       | 529295        |
| ……                  |                     |                     |               |               |               |               |               |               |               |
| 2012년              | 하행                | 승차                |               |               | 폐지          |               |               |               |               |
| 2012년              | 하행                | 하차                |               |               | 폐지          |               |               |               | 경부선합산    |
| 2012년              | 상행                | 승차                |               |               | 폐지          |               |               |               | 경부선합산    |
| 2012년              | 상행                | 하차                |               |               | 폐지          |               |               |               |               |
| 2013년              | 2013년              | 승차                | 미정차        | 미정차        | 620516        | 2966424       | 221068        | 6420          | 3811428       |
| 2013년              | 2013년              | 하차                | 미정차        | 미정차        | 621687        | 3046602       | 200128        | 3420          | 3871837       |

## 사건·사고
- 천안 열차 추돌 사고
  - 1969년 1월 31일 오전 11시 55분경 경부선 천안역 남쪽 500m지점에서 정차 중인 남원발 서울행 102호 완행열차를 부산발 서울행 10호 청룡호가 추돌하여 41명이 사망, 102명이 중경상(중상 58명, 경상 44명)을 입은 천안역 열차 추돌사고가 발생했다.[10]
- KTX 천안역 정차
  - 2011년 2월 11일 광명역 인근 일직터널에서 KTX 열차 탈선 사고가 발생하여 천안아산역에 정차해야 할 KTX 열차가 기존선으로 우회하여 천안역에 정차한 적이 있다.[11]
- 천안역 전동차 탈선사고
  - 2012년 6월 3일 오후 4시 50분경, 운행이 종료된 후 승객이 없는 전동차를 다른 선로로 옮기는 과정에서 객차 2량의 일부 차륜이 선로를 이탈하여 약 9시간 동안 천안역~신창역 간 열차의 통행이 전면 중단되는 사고가 벌어졌다.[12]
- 대학생 2명 감전 사고
  - 2013년 5월 8일 오전 6시 7분쯤 S대학교 서모씨(20) 등 2명이 천안역 전철노선 근처에 있는 9번 선로 근처 화물열차에 올라갔다가 감전됐다. 이들은 현장에 출동한 119구급대원에 의해 6시 33분쯤 순천향대학교 천안병원으로 이송됐다. 이후 9시쯤 서울 구로 성심병원으로 옮겨졌다. 사고로 한 명은 전신 80%의 3도 화상을 입은 것으로 알려졌다. 다른 한명은 얼굴과 왼쪽 팔, 어깨를 중심으로 전신 20% 2도 화상을 입은 것으로 전해졌다. 사고 당시, 화물열차 위엔 모두 3명의 학생이 올라갔는데,한 명은 앉아서 사진을 찍어주고 두 명은 서 있다가 5.2미터 높이의 고압선을 건드렸다. 결국 1명은 사망, 다른 1명은 중화상을 입었다.[13][14][15]
- 대학생 감전사고
  - 2013년 11월 3일, 오전 3시 13분쯤 술에 취한 대학생 남성 김모(21)씨가 열차 위로 올라갔다가 감전돼 숨진 사고가 일어났다. 천안역에서 서울로 향하는 새벽 기차를 타기 위해 기다리던 중이었다.[16]

## 인접한 역
| 새마을호                                         | 새마을호                                             | 새마을호               |
| ------------------------------------------------ | ---------------------------------------------------- | ---------------------- |
| 평택 서울 방면                                   | ITX-새마을 경부선                                    | 조치원 부산 방면       |
| 평택 서울 방면                                   | ITX-새마을 동해선                                    | 조치원 신해운대 방면   |
| 평택 서울 방면                                   | ITX-새마을 경전선                                    | 조치원 진주 방면       |
| 평택 용산 방면                                   | ITX-새마을 호남선                                    | 조치원 목포 방면       |
| 평택 용산 방면                                   | ITX-새마을 광주선                                    | 조치원 광주 방면       |
| 평택 용산 방면                                   | ITX-새마을 전라선                                    | 조치원 여수엑스포 방면 |
| 평택 용산 방면                                   | 새마을 장항선                                        | 아산 익산 방면         |
| 수원 서울 방면                                   | 남도해양열차                                         | 서대전 여수엑스포 방면 |
| ITX-마음                                         |                                                      |                        |
| 평택 서울 방면                                   | ITX-마음 경부선                                      | 대전 부산 방면         |
| 평택 용산 방면                                   | ITX-마음 호남선                                      | 조치원 여수엑스포 방면 |
| 평택 용산 방면                                   | ITX-마음 전라선                                      | 조치원 목포 방면       |
| 평택 용산 방면                                   | ITX-마음 장항선                                      | 아산 홍성 방면         |
| 아산 내선순환 방면                               | ITX-마음 평택선                                      | 평택 외선순환 방면     |
| 무궁화호                                         |                                                      |                        |
| 성환 서울 방면                                   | 무궁화호 경부선                                      | 전의 부산 방면         |
| 평택 용산 방면                                   | 무궁화호 호남선                                      | 전의 목포 방면         |
| 평택 서울 방면                                   | 무궁화호 충북선                                      | 전의 제천 방면         |
| 성환 용산 방면                                   | 무궁화호 전라선                                      | 전의 여수엑스포 방면   |
| 성환 용산 방면                                   | 무궁화호 호남선                                      | 조치원 광주 방면       |
| 평택 용산 방면                                   | 무궁화호 장항선                                      | 아산 익산 방면         |
| 수도권 전철 1호선 (경부선 · 천안직결선 · 장항선) |                                                      |                        |
| P168 두정 광운대 방면                            | ● 수도권 전철 1호선 경부선 완행                      | P170 봉명 신창 방면    |
| P168 두정 청량리 (지하) 방면                     | ● 수도권 전철 1호선 경부선 급행 A (일부 열차 시종착) | P170 봉명 신창 방면    |
| P168 두정 서울역 (지상) 방면                     | ● 수도권 전철 1호선 경부선 급행 B (일부 열차 시종착) | P170 봉명 신창 방면    |